# Coupe du monde de ski-alpinisme 2019
Navigation
Édition précédente Édition suivante
La 13e édition de la Coupe du monde de ski-alpinisme se déroule entre le 18 janvier 2019 et le 6 avril 2019. La compétition se déroule lors de 7 étapes, la première à Bischofshofen en Autriche, la dernière à Madonna di Campiglio en Italie. Elle est ponctuée en mars par les championnats du monde 2019 à Villars-sur-Ollon.

## Calendrier et podiums

### Hommes
Très peu de skieurs de niveau international ont fait le déplacement en Chine pour les épreuves de coupe du monde disputées dans province de Jilin. Anton Palzer, Daniel Zugg, Jakob Herrmann et Marc Pinsach se sont disputé les quatre premières places des courses. Durant cette semaine les autres protagonistes habituels des épreuves de coupe du monde ont pour la plupart participé à des courses de ski-alpinisme en Europe comme l'Epic Ski Tour dans le Val di Fiemme remporté par Michele Boscacci. Cette étape permet à Anton Palzer de prendre la tête du classement général après deux victoires et une seconde place. Très régulier tout au long de la saison, Robert Antonioli remporte le classement général de la coupe du monde devant Anton Palzer et Michele Boscacci.
| Étape                                                           | Lieu                 | Épreuve    | Date            | Vainqueur          | Deuxième         | Troisième           | Leader du classement général |
| --------------------------------------------------------------- | -------------------- | ---------- | --------------- | ------------------ | ---------------- | ------------------- | ---------------------------- |
| 1                                                               | Bischofshofen        | Sprint     | 18 janvier 2019 | Robert Antonioli   | Iwan Arnold      | Nicolo Canclini     | Robert Antonioli             |
| 1                                                               | Bischofshofen        | Individuel | 20 janvier 2019 | Michele Boscacci   | Robert Antonioli | Werner Marti        | Robert Antonioli             |
| 2                                                               | Ordino               | Individuel | 26 janvier 2019 | Robert Antonioli   | Matteo Eydallin  | Xavier Gachet       | Robert Antonioli             |
| 2                                                               | Ordino               | Vertical   | 27 janvier 2019 | Werner Marti       | Rémi Bonnet      | Robert Antonioli    | Robert Antonioli             |
| 3                                                               | Berchtesgaden        | Individuel | 2 février 2019  | Matteo Eydallin    | Michele Boscacci | William Bon Mardion | Robert Antonioli             |
| 3                                                               | Berchtesgaden        | Sprint     | 3 février 2019  | Iwan Arnold        | Arno Lietha      | Hans-Inge Klette    | Robert Antonioli             |
| 4                                                               | Province de Jilin    | Individuel | 20 février 2019 | Anton Palzer       | Jakob Herrmann   | Marc Pinsach        | Robert Antonioli             |
| 4                                                               | Province de Jilin    | Vertical   | 21 février 2019 | Anton Palzer       | Jakob Herrmann   | Daniel Zugg         | Robert Antonioli             |
| 4                                                               | Province de Jilin    | Sprint     | 22 février 2019 | Daniel Zugg        | Anton Palzer     | Marc Pinsach        | Anton Palzer                 |
| Championnats du monde de ski-alpinisme 2019 (9 au 16 mars 2019) |                      |            |                 |                    |                  |                     |                              |
| ChM                                                             | Villars-sur-Ollon    | Sprint     | 10 mars 2019    | Arno Lietha        | Iwan Arnold      | Robert Antonioli    | Robert Antonioli             |
| ChM                                                             | Villars-sur-Ollon    | Individuel | 12 mars 2019    | Robert Antonioli   | Michele Boscacci | Xavier Gachet       | Robert Antonioli             |
| ChM                                                             | Villars-sur-Ollon    | Vertical   | 13 mars 2019    | Werner Marti       | Robert Antonioli | Rémi Bonnet         | Robert Antonioli             |
| Fin des championnats du monde                                   |                      |            |                 |                    |                  |                     |                              |
| 5                                                               | Disentis             | Individuel | 23 mars 2019    | Robert Antonioli   | Michele Boscacci | Matteo Eydallin     | Robert Antonioli             |
| 5                                                               | Disentis             | Vertical   | 24 mars 2019    | Werner Marti       | Davide Magnini   | Michele Boscacci    | Robert Antonioli             |
| 6                                                               | Madonna di Campiglio | Sprint     | 3 avril 2019    | Oriol Cardona Coll | Robert Antonioli | Iwan Arnold         | Robert Antonioli             |
| 6                                                               | Madonna di Campiglio | Vertical   | 4 avril 2019    | Werner Marti       | Robert Antonioli | Michele Boscacci    | Robert Antonioli             |
| 6                                                               | Madonna di Campiglio | Individuel | 6 avril 2019    | Matteo Eydallin    | Michele Boscacci | Davide Magnini      | Robert Antonioli             |

### Femmes
Seules deux skieuses participent aux épreuves disputées dans province de Jilin, Nahia Quincoces et Na Zhang. Durant cette semaine les autres protagonistes habituels des épreuves de coupe du monde ont pour la plupart disputé des courses de ski-alpinisme en Europe comme l'Epic Ski Tour dans le Val di Fiemme remporté par Axelle Gachet-Mollaret. Cette étape permet à Nahia Quincoces de prendre la tête du classement général après trois victoires face à une adversaire largement à sa portée. Claudia Galicia Cotrina est la skieuse la plus régulière et la plus polyvalente de la saison, elle remporte ainsi pour la première fois de sa carrière le classement général de la coupe du monde. Elle a en particulier creusé l'écart sur Alba De Silvestro (3e) et Axelle Gachet-Mollaret (4e) lors des sprints.
| Étape                                                           | Lieu                 | Épreuve    | Date            | Vainqueur               | Deuxième                | Troisième           | Leader du classement général |
| --------------------------------------------------------------- | -------------------- | ---------- | --------------- | ----------------------- | ----------------------- | ------------------- | ---------------------------- |
| 1                                                               | Bischofshofen        | Sprint     | 18 janvier 2019 | Marianne Fatton         | Claudia Galicia Cotrina | Marta Garcia Farres | Marianne Fatton              |
| 1                                                               | Bischofshofen        | Individuel | 20 janvier 2019 | Axelle Gachet-Mollaret  | Claudia Galicia Cotrina | Marianne Fatton     | Marianne Fatton              |
| 2                                                               | Ordino               | Individuel | 26 janvier 2019 | Alba De Silvestro       | Claudia Galicia Cotrina | Lorna Bonnel        | Claudia Galicia Cotrina      |
| 2                                                               | Ordino               | Vertical   | 27 janvier 2019 | Victoria Kreuzer        | Claudia Galicia Cotrina | Alba De Silvestro   | Claudia Galicia Cotrina      |
| 3                                                               | SuperDévoluy         | Individuel | 2 février 2019  | Axelle Gachet-Mollaret  | Claudia Galicia Cotrina | Alba De Silvestro   | Claudia Galicia Cotrina      |
| 3                                                               | SuperDévoluy         | Sprint     | 3 février 2019  | Marianne Fatton         | Claudia Galicia Cotrina | Lorna Bonnel        | Claudia Galicia Cotrina      |
| 4                                                               | Province de Jilin    | Individuel | 20 février 2019 | Nahia Quincoces         | Na Zhang                |                     | Claudia Galicia Cotrina      |
| 4                                                               | Province de Jilin    | Vertical   | 21 février 2019 | Nahia Quincoces         | Na Zhang                |                     | Claudia Galicia Cotrina      |
| 4                                                               | Province de Jilin    | Sprint     | 22 février 2019 | Nahia Quincoces         | Na Zhang                |                     | Nahia Quincoces              |
| Championnats du monde de ski-alpinisme 2019 (9 au 16 mars 2019) |                      |            |                 |                         |                         |                     |                              |
| ChM                                                             | Villars-sur-Ollon    | Sprint     | 10 mars 2019    | Claudia Galicia Cotrina | Marianna Jagercikova    | Déborah Chiarello   | Claudia Galicia Cotrina      |
| ChM                                                             | Villars-sur-Ollon    | Individuel | 12 mars 2019    | Axelle Gachet-Mollaret  | Alba De Silvestro       | Lorna Bonnel        | Claudia Galicia Cotrina      |
| ChM                                                             | Villars-sur-Ollon    | Vertical   | 13 mars 2019    | Andrea Mayr             | Axelle Gachet-Mollaret  | Victoria Kreuzer    | Claudia Galicia Cotrina      |
| Fin des championnats du monde                                   |                      |            |                 |                         |                         |                     |                              |
| 5                                                               | Disentis             | Individuel | 23 mars 2019    | Axelle Gachet-Mollaret  | Lorna Bonnel            | Alba De Silvestro   | Claudia Galicia Cotrina      |
| 5                                                               | Disentis             | Vertical   | 24 mars 2019    | Victoria Kreuzer        | Axelle Gachet-Mollaret  | Johanna Astrom      | Claudia Galicia Cotrina      |
| 6                                                               | Madonna di Campiglio | Sprint     | 3 avril 2019    | Marianna Jagercikova    | Marianne Fatton         | Arina Riatsch       | Claudia Galicia Cotrina      |
| 6                                                               | Madonna di Campiglio | Vertical   | 4 avril 2019    | Axelle Gachet-Mollaret  | Victoria Kreuzer        | Alba De Silvestro   | Claudia Galicia Cotrina      |
| 6                                                               | Madonna di Campiglio | Individuel | 6 avril 2019    | Axelle Gachet-Mollaret  | Alba De Silvestro       | Lorna Bonnel        | Claudia Galicia Cotrina      |